# 蘭佩帕
蘭佩帕（Lamphelpat）是印度曼尼普爾邦西因帕爾縣的行政中心。它是因帕爾的郊區。當地海拔788米。當地時區比格林尼治時間早5個半小時。根据2010年的統計，當地有16,776名居民。.